# Oliver Sørensen
Oliver Sørensen Jensen (Nørre Aaby, 10 de marzo de 2002) es un futbolista danés que juega de centrocampista en el Parma Calcio 1913 de la Serie A.

## Trayectoria
Empezó a jugar al fútbol en el Nørre Aaby IK, luego en el Strib IF y más tarde se incorporó al Odense Kammeraternes Sportsklub en 2013. A partir de ahí, ingresó en la academia del F. C. Midtjylland y, cuando cumplió 15 años, firmó un contrato juvenil de tres años con el club.
Comenzó a jugar con los sub-19 a la edad de 16 años y poco después fue promovido permanentemente a la selección sub-19 a pesar de su corta edad, después de firmar un nuevo contrato juvenil de tres años en agosto de 2018. El talentoso centrocampista volvió a firmar un nuevo contrato de tres años con el Midtjylland en junio de 2019, donde también se acordó, que pasaría a formar parte permanente de la plantilla de la Superliga de Dinamarca a partir de la temporada 2020-21.
El 28 de junio de 2020 debutó oficialmente con el Midtjylland contra el F. C. Copenhague en la Superliga de Dinamarca. Comenzó en el banquillo, pero sustituyó a Anders Dreyer en el minuto 88. También fue suplente un mes después en el penúltimo partido de la temporada contra el Brøndby IF.
En la primera mitad de la temporada 2020-21, siguió entrenando con el primer equipo, pero sólo jugó con el equipo sub-19. Para ganar algo más de experiencia, fue cedido el 26 de enero de 2020 al club filial del Midtjylland, el F. C. Fredericia, para el resto de la temporada. Tuvo una buena etapa en el Fredericia, donde jugó 11 partidos y marcó un gol. Regresó al Midtjylland para la temporada 2021-22.
El 31 de marzo de 2022 fue cedido al Hamarkameratene hasta final de año. Debutó con el club unos días después, el 2 de abril de 2022, contra el Lillestrøm SK. Sin embargo, el Midtjylland decidió retirarlo el 16 de junio de 2022, presumiblemente por falta de minutos de juego. Llegó a jugar sólo 275 minutos en 6 partidos.
Tras una fantástica temporada en la que fue una parte importante del éxito del Midtjylland, ganando el título de la Superliga de Dinamarca 2023-24, el danés fue nombrado Jugador del Año y Hallazgo del Año del F. C. Midtjylland.

## Estadísticas

### Clubes
Actualizado al último partido disputado el 25 de mayo de 2025.
| Club                        | Div.          | Temporada     | Liga  | Liga  | Liga   | Copas nacionales | Copas nacionales | Copas nacionales | Copas internacionales | Copas internacionales | Copas internacionales | Total | Total | Total  |
| Club                        | Div.          | Temporada     | Part. | Goles | Asist. | Part.            | Goles            | Asist.           | Part.                 | Goles                 | Asist.                | Part. | Goles | Asist. |
| --------------------------- | ------------- | ------------- | ----- | ----- | ------ | ---------------- | ---------------- | ---------------- | --------------------- | --------------------- | --------------------- | ----- | ----- | ------ |
| Randers F. C. Dinamarca     | 1.ª           | 2019-20       | —     | —     | —      | 1                | 0                | 0                | —                     | —                     | —                     | 1     | 0     | 0      |
| Randers F. C. Dinamarca     | Total club    | Total club    | 0     | 0     | 0      | 1                | 0                | 0                | 0                     | 0                     | 0                     | 1     | 0     | 0      |
| F. C. Midtjylland Dinamarca | 1.ª           | 2019-20       | 2     | 0     | 0      | 0                | 0                | 0                | —                     | —                     | —                     | 2     | 0     | 0      |
| F. C. Fredericia Dinamarca  | 2.ª           | 2020-21       | 11    | 1     | 0      | —                | —                | —                | —                     | —                     | —                     | 11    | 1     | 0      |
| F. C. Fredericia Dinamarca  | Total club    | Total club    | 11    | 1     | 0      | 0                | 0                | 0                | 0                     | 0                     | 0                     | 11    | 1     | 0      |
| F. C. Midtjylland Dinamarca | 1.ª           | 2021-22       | 4     | 0     | 0      | 3                | 0                | 0                | 1                     | 0                     | 0                     | 8     | 0     | 0      |
| Hamarkameratene · Noruega   | 1.ª           | 2022          | 6     | 0     | 1      | —                | —                | —                | —                     | —                     | —                     | 6     | 0     | 1      |
| Hamarkameratene · Noruega   | Total club    | Total club    | 6     | 0     | 1      | 0                | 0                | 0                | 0                     | 0                     | 0                     | 6     | 0     | 1      |
| F. C. Midtjylland Dinamarca | 1.ª           | 2022-23       | 27    | 1     | 1      | 2                | 0                | 1                | 8                     | 0                     | 0                     | 37    | 1     | 2      |
| F. C. Midtjylland Dinamarca | 1.ª           | 2023-24       | 30    | 5     | 4      | 2                | 0                | 2                | 6                     | 0                     | 0                     | 38    | 5     | 6      |
| F. C. Midtjylland Dinamarca | 1.ª           | 2024-25       | 28    | 9     | 3      | 2                | 0                | 0                | 12                    | 1                     | 2                     | 42    | 10    | 5      |
| F. C. Midtjylland Dinamarca | Total club    | Total club    | 91    | 15    | 8      | 9                | 0                | 3                | 27                    | 1                     | 2                     | 127   | 16    | 13     |
| Total carrera               | Total carrera | Total carrera | 108   | 16    | 9      | 10               | 0                | 3                | 27                    | 1                     | 2                     | 145   | 17    | 14     |

## Palmarés

### Títulos nacionales
| Título                 | Club              | País      | Año  |
| ---------------------- | ----------------- | --------- | ---- |
| Superliga de Dinamarca | F. C. Midtjylland | Dinamarca | 2024 |